# گورستان هدار ۳
قبرستان هدار ۳ مربوط به سده‌های متاخر دوران‌های تاریخی پس از اسلام است و در شهرستان سرباز، بخش پیشین، دهستان جکیگور، روستای هدار واقع شده و این اثر در تاریخ ۲۷ اسفند ۱۳۸۷ با شمارهٔ ثبت ۲۶۳۴۴ به‌عنوان یکی از آثار ملی ایران به ثبت رسیده است.